# Salpis recta
Salpis recta är en fjärilsart som beskrevs av Frederick H. Rindge 1973. Salpis recta ingår i släktet Salpis och familjen mätare. Inga underarter finns listade.